# Paper Doll (John Mayer)
Paper Doll is een nummer van de Amerikaanse zanger John Mayer uit 2013. Het is de eerste single van zijn zesde studioalbum Paradise Valley.
"Paper Doll" is volgens critici een antwoordlied op Dear John van Mayers ex-vriendin Taylor Swift. Mayer lijkt Swift terug te pakken met de regels "You're like 22 girls in one, and none of them know what they're running from", een verwijzing naar Swifts hit 22 uit hetzelfde jaar. De zin "Someone is gonna paint you another sky" zou een reactie zijn op de regel uit "You paint me a blue sky and go back and turn it into rain" uit Dear John.  Twee jaar later, in 2015, bevestigde Mayer dat het nummer inderdaad over Swift ging. Tegelijkertijd zei hij zich ook te ergeren aan alle geruchten, omdat er daardoor "niet naar het nummer geluisterd wordt als een liedje, maar alleen naar de tekst".
Het nummer flopte in de Amerikaanse Billboard Hot 100 met een 77e positie. Alleen in Nederland werd het nummer een bescheiden succesje met een 30e positie in de Nederlandse Top 40. In Vlaanderen was de plaat een stuk minder succesvol met een 83e positie in de Tipparade.